# Sammelrohr

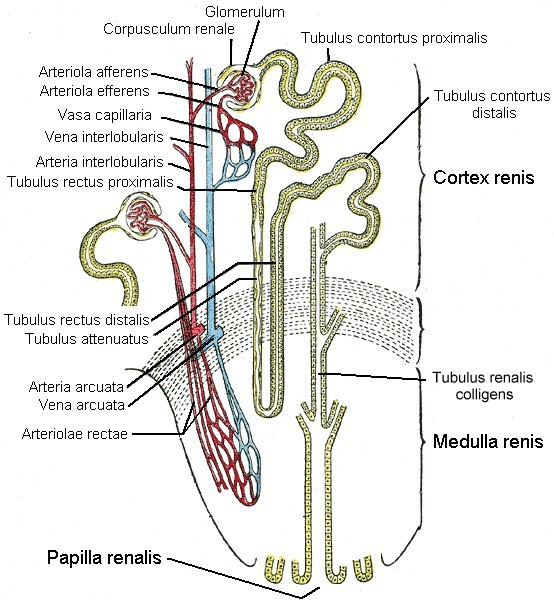
Feinbau der Niere, schematisch.

Ein Sammelrohr (lateinisch Tubulus renalis colligens; auch Sammelkanälchen oder Ductus Bellini nach Lorenzo Bellini) ist ein feines Rohr in der Niere für den Abfluss des Harns aus den Nephronen. Die Sammelrohre verlaufen von der Nierenrinde (Cortex renis) durch das Nierenmark (Medulla renis, Medulla renalis) und münden in den Nierenpapillengang (Ductus papillaris) und dieser wiederum über einen Nierenkelch in das Nierenbecken.
Am Sammelrohr wird unter dem Einfluss von Vasopressin die endgültige Menge und Verdünnung des Urins eingestellt.

Transportvorgänge im Sammelrohr

Entwicklungsgeschichtlich entstehen die Sammelrohre aus der Ureterknospe.
Die Epithelzellen der Sammelrohre enthalten wenige Zellorganellen, weshalb sie im histologischen Routinepräparat hell erscheinen. Die Zellgrenzen sind deutlich, die Epithelhöhe und die Anzahl der Zelllagen nimmt mit zunehmender Größe der Rohre zu. Das Epithel ist normalerweise wenig durchlässig für Wasser.

## Funktion
Das Sammelrohr befindet sich am Ende des aller Nephrone, hier fließt der Sekundärharn zusammen. Unter dem Einfluss der Hormone Aldosteron und Vasopressin (ADH) finden etwa fünf Prozent der Natrium- und Wasserresorption statt. In der Wand des Sammelrohrs befinden sich zwei verschiedene Zelltypen: In den Hauptzellen werden Natrium und Wasser resorbiert und Kalium ausgeschieden. Die Schaltzellen sind für die Resorption bzw. Ausscheidung von Protonen verantwortlich und spielen deshalb eine wichtige Rolle im Säure-Basen-Haushalt.
Die Resorption der Natriumionen in den Hauptzellen findet passiv durch den so genannten epithelialen Natriumkanal (abgekürzt ENaC) statt, bedingt durch die höhere Konzentration der Natriumionen im Urin im Verhältnis zum Zellinneren (Natriumkonzentrationsgefälle). Verantwortlich dafür ist die Natrium-Kalium-Pumpe auf der basalen (dem Blut zugewandten) Seite, die unter Verwendung von ATP Natriumionen aus der Zelle hinaus und Kaliumionen in die Zelle hinein pumpt. Da Wasser durch Osmose dem Natrium folgt, wird der Urin konzentriert. Da die Kaliumkonzentration in der Zelle relativ zum Urin erhöht ist, strömen die Kaliumionen durch Kanäle in den Urin. Am Sammelrohr entfalten die Kalium-sparende Diuretika ihre Wirkung.
Im Sammelrohr (medullärer Sammeltubulus im Nierenmark) kann ein Ductus-Bellini-Karzinom als seltene Form von Nierenkrebs entstehen.